# Ottarshögen

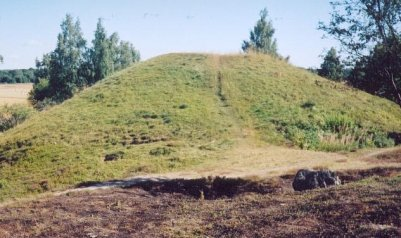
Ottarshögen

Der Ottarshögen ist ein Grabhügel im Norden der schwedischen Provinz Uppland. Er stammt aus der Endphase der germanischen Eisenzeit (375–550 n. Chr.) und ist mit 37 m Durchmesser und über fünf Metern Höhe einer der größten Grabhügel in Schweden. Er liegt südlich von Husby in der Gemeinde Tierp, unmittelbar an einer Straße. Der Hügel ist Teil eines etwa 60 Gräber umfassenden Grabfeldes von Vendel am Südrand von Husby, das über mehrere hundert Jahre genutzt wurde.
Großhügel mit einem Durchmesser von mehr als 30 Metern heißen in Schweden oft Kungshögen (deutsch „Königshügel“ – Sättuna Kungshög; Kungshögen Högsäter und Nysäter; Kungshögen (Höllviken) und die Kungshögarna von Malmö-Oxie). Sie sind vorzugsweise um den Mälaren anzutreffen, einige Beispiele finden sich auch in anderen Landschaften. Die Großhügel stammen oft aus der jüngeren Eisenzeit. Einige der größten sind: Anundshög in Västmanland, Grönehög in Bohuslän, Högom in Medelpad, Inglinge hög in Småland, Kung Ranes hög in Västergötland, Ledbergs kulle in Östergötland, Randens hög in Halland, Skalunda hög in Västergötland, Ströbo hög in Västmanland und die drei Hügel in Alt-Uppsala in Uppland.
Der Volksglaube hält den Ottarshögen für das Grab des auch im Beowulf genannten mythologischen Königs Ottar (Ohtere) Vendelskråka, eines Königs aus dem Ynglingergeschlecht. Die reiche Tierornamentik (Tierstil) an den gefundenen Waffen und dem Schmuck, den der Archäologe Sune Lindqvist bei der 1914 und 1916 erfolgten Ausgrabung fand, gehört zum Vendelstil.